# Abdelilah Saber
Abdelilah Saber (ara. عبد الإله صابر‎) (Casablanca, Maroko, 21. travnja 1974.) je bivši marokanski nogometaš koji je igrao na poziciji desnog beka.

## Karijera

### Klupska karijera
Igrač je profesionalnu karijeru započeo 1993. u Wydad Casablanci iz koje je u siječnju 1997. prešao u Sporting Lisabon. U portugalskom sastavu Saberu je ubrzo postao članom prve momčadi ali sve se mijenja nakon dvije godine kada mu klupski suigrač César Prates "otima" mjesto u prvih 11.
Zbog toga Saber odlazi na jednogodišnju posudbu u Napoli. U klubu je ostao i nakon posudbe dok je u napuljskom sastavu igrao s bivšim suigračima iz Sportinga, Facundom Quirogom i Luísom Vidigalom.
Ubrzo nakon toga Napoli je ispao u Serie B ali je Abdelilah Saber ostao u klubu dok je sezonu 2003./04. proveo u još jednom talijanskom drugoligašu, Torinu. Nakon toga, marokanski nogometaš se igrački umirovio.

### Reprezentativna karijera
Saber je za Maroko nastupao od 1996. do 2003. te je u tom razdoblju skupio 39 nastupa za nacionalnu selekciju. Za reprezentaciju je igrao na Svjetskom prvenstvu u Francuskoj 1998. te na dva Afrička Kupa nacija (1998. i 2000.). U reprezentaciji je nosio dres s brojem 2.

## Osvojeni trofeji

### Klupski trofeji
| Klub             | Trofej                | Sezona / godina |
| Maroko           | Maroko                | Maroko          |
| ---------------- | --------------------- | --------------- |
| WAC              | Afro-azijski kup      | 1993.           |
| Portugal         |                       |                 |
| Sporting Lisabon | portugalsko prvenstvo | 1999./00.       |

## Vanjske poveznice
- Statistika i profil igrača na Footballzz.co.uk
- Statistika igrača na Tuttocalciatori.net
- National football teams